# Victoria of Wight
Die Victoria of Wight ist eine Fähre der britischen Reederei Wightlink.

## Geschichte
Das Schiff wurde unter der Baunummer NB0052 auf der türkischen Werft Cemre Shipyard gebaut. Der Bau des Schiffes begann mit dem ersten Stahlschnitt am 4. Oktober 2016. Die Kiellegung fand im November 2017, der Stapellauf am 7. Februar 2018 statt. Die Fertigstellung des Schiffes erfolgte im Juli 2018. Anschließend wurde die Fähre nach Portsmouth geschleppt (an Bord befinden sich keine Kabinen, so dass die Fähre nicht auf eigenem Kiel nach Portsmouth überführt werden konnte).
Der Entwurf des Schiffes stammt vom britischen Schiffsarchitekturunternehmen Houlder. Die Baukosten beliefen sich auf rund £ 30 Mio.
Die Taufzeremonie für die im August 2018 in Dienst gestellte Fähre fand am 20. September 2018 statt. Taufpatin war Sophie, Countess of Wessex. Benannt ist das Schiff zu Ehren von Königin Victoria, die sich gerne auf der Isle of Wight aufhielt und in East Cowes mit dem Osborne House einen Landsitz unterhielt.
Die Fähre verkehrt zwischen Portsmouth und Fishbourne auf der Isle of Wight. In beiden Häfen wurden neue Rampen gebaut, über die eine gleichzeitige Be- bzw. Entladung auf beiden Fahrzeugdecks der Fähre möglich ist. Die Rampen stehen seit Juli 2017 zur Verfügung und werden seitdem bereits von der ebenfalls auf der Strecke verkehrenden St Clare genutzt.

## Technische Daten und Ausstattung
Das Schiff ist mit einem Hybridantrieb aus dieselelektrischem Antrieb und Akkumulatoren ausgerüstet. Für die Stromerzeugung stehen vier von Wärtsilä-Dieselmotoren (Typ: 6L20) mit jeweils 1200 kW Leistung angetriebene Generatoren zur Verfügung. Die Generatoren speisen Lithium-Ionen-Akkumulatoren mit 818 kWh. Die Akkumulatoren sind in zwei getrennten Räumen untergebracht. Der Antrieb erfolgt durch vier von Elektromotoren angetriebenen Voith-Schneider-Propeller.
Die ursprüngliche Überlegung, das Schiff mit Flüssigerdgas zu betreiben, wurde verworfen, weil in den von der Fähre angelaufenen Häfen die für Versorgung mit Flüssigerdgas benötigte Infrastruktur nicht zur Verfügung steht und es sich für die Reederei nicht lohnte, diese selber aufzubauen.
Im Normalbetrieb wird der Strombedarf von maximal drei Dieselgeneratoren bereitgestellt, die mit konstanter Leistung betrieben werden. Der vierte Dieselgenerator dient in erster Linie als Reserve, so dass das Schiff im Falle des Ausfalls einer der Dieselgeneratoren weiterbetrieben und das defekte Aggregat ohne Ausfall der Fähre repariert werden kann. Die Dieselgeneratoren werden im Schiffsbetrieb nach Bedarf automatisch gestartet und zugeschaltet. Wird im laufenden Betrieb nur kurzfristig mehr Energie benötigt, wird diese von den Akkumulatoren bereitgestellt. Der Energiespeicher ist leistungsfähig genug, den Bordbetrieb im Hafen aufrechtzuerhalten, so dass in dieser Zeit die Dieselmotoren nicht laufen müssen. Zur Energieeinsparung werden die kinetische Energie des Fahrstuhls zur Stromerzeugung und die Abwärme der Motoren für Warmwasser und Heizung genutzt.
Das Schiff verfügt über insgesamt sieben Decks. Zwei der Decks sind jeweils durchlaufende Fahrzeugdecks. Diese können im Hafen jeweils gleichzeitig be- bzw. entladen werden. Dies verkürzt die Dauer der nötigen Liegezeit für die Be- und Entladung. Für das untere Fahrzeugdeck, das sich auf dem Hauptdeck befindet, stehen an beiden Enden der Fähre herunterklappbare Rampen zur Verfügung. Das obere Fahrzeugdeck wird von landseitigen Rampen bedient. Das untere Fahrzeugdeck ist komplett, das obere größtenteils überbaut. Auf den Fahrzeugdecks mit jeweils drei Fahrspuren ist Platz für 178 Pkw.
Oberhalb der Fahrzeugdecks befinden sich unter anderem zwei Decks mit Einrichtungen für die Passagiere, darunter Aufenthaltsräume mit Sitzgelegenheiten, ein Bistro, ein Kiosk, ein Spielbereich für Kinder und ein Bereich für Passagiere, die mit Haustieren reisen. Im hinteren Bereich befinden sich jeweils Sonnendecks mit Sitzgelegenheiten. Die Passagierkapazität der Fähre beträgt 1170 Personen. Das Schiff ist für Notfälle mit vier Schiffsevakuierungssystemen ausgerüstet.
Oberhalb der beiden Passagierdecks befindet sich noch ein Deck mit Einrichtungen für den Schiffsbetrieb und die Besatzung sowie im hinteren Bereich einem weiteren Sonnendeck mit Sitzgelegenheiten. Die Brücke befindet sich etwas erhöht im vorderen Bereich des Schiffes. Sie ist über die gesamte Breite geschlossen. Zur besseren Übersicht gehen die Nocken etwas über die Schiffsbreite hinaus.